# Glysterus guatemalensis
Espèce
Synonymes
- Glysteroides guatemalensis Roewer, 1943

Glysterus guatemalensis est une espèce d'opilions laniatores de la famille des Ampycidae.

## Distribution
Cette espèce est endémique du Guatemala.

## Description
Le mâle holotype mesure 5,5 mm.

## Systématique et taxinomie
Cette espèce a été décrite sous le protonyme Glysteroides guatemalensis par Roewer en 1943. Elle est placée dans le genre Glysterus par Kury en 2003.

## Étymologie
Son nom d'espèce, composé de guatemal[a] et du suffixe latin -ensis, « qui vit dans, qui habite », lui a été donné en référence au lieu de sa découverte, le Guatemala.

## Publication originale
- Roewer, 1943 : « Über Gonyleptiden. Weitere Weberknechte (Arachn., Opil.) XI. » Senckenbergiana, vol. 26, p. 12–68.